# Quincy Amarikwa
Quincy Amarikwa (Bakersfield, 29 ottobre 1987) è un ex calciatore statunitense, di ruolo attaccante.

## Carriera
Viene preso nel Draft 2009 dal San Jose Earthquakes. Fa il suo esordio in Major League Soccer nel 2009 contro i New England Revolution e segna la sua prima rete il 7 ottobre contro FC Dallas.
Dopo 25 partite ed una rete, passa al Colorado Rapids in cambio di una seconda scelta al Super Draft 2012.
Amarikwa colleziona 31 presenze e segna 3 reti, conquistando la MLS Cup nel 2010.
Dopo varie vicissitudini accorse tra lui ed i New York Red Bulls, il 21 luglio passa ai canadesi del Toronto FC. Con la compagine canadese segna la sua prima rete in CONCACAF Champions League contro il Santos Laguna.
Nel giugno 2015 fa il suo ritorno al San Jose Earthquakes. Amarikwa segna una doppietta in 4 minuti nel suo secondo debutto durante il California Clásico contro i LA Galaxy.
L'8 agosto 2018 passa al Montréal Impact.
Il 16 settembre realizza la prima rete con i canadesi, segnando il momentaneo 3-1 per gli Impact contro il Philadelphia Union.
Dopo una stagione al D.C. United, il 2 settembre 2020 passa al Las Vegas Lights.

## Statistiche
Statistiche aggiornate al 1º gennaio 2022.
| Stagione                    | Squadra                     | Campionato                  | Campionato | Campionato | Coppe nazionali | Coppe nazionali | Coppe nazionali | Coppe continentali | Coppe continentali | Coppe continentali | Altre coppe | Altre coppe | Altre coppe | Totale | Totale |
| Stagione                    | Squadra                     | Comp                        | Pres       | Reti       | Comp            | Pres            | Reti            | Comp               | Pres               | Reti               | Comp        | Pres        | Reti        | Pres   | Reti   |
| --------------------------- | --------------------------- | --------------------------- | ---------- | ---------- | --------------- | --------------- | --------------- | ------------------ | ------------------ | ------------------ | ----------- | ----------- | ----------- | ------ | ------ |
| 2009                        | San Jose Earthquakes        | MLS                         | 24         | 1          |                 | -               | -               | -                  | -                  | -                  |             | -           | -           | 24     | 1      |
| 2010                        | San Jose Earthquakes        | MLS                         | 1          | 0          |                 | -               | -               |                    | -                  | -                  |             | -           | -           | 1      | 0      |
| 2010                        | Colorado Rapids             | MLS                         | 14         | 1          |                 | -               | -               |                    | -                  | -                  |             | -           | -           | 14     | 1      |
| 2011                        | Colorado Rapids             | MLS                         | 15         | 1          |                 | -               | -               | CCL                | 3                  | 1                  |             | -           | -           | 18     | 2      |
| 2012                        | Colorado Rapids             | MLS                         | 3          | 1          |                 | -               | -               |                    | -                  | -                  |             | -           | -           | 3      | 1      |
| Totale Colorado Rapids      | Totale Colorado Rapids      | Totale Colorado Rapids      | 32         | 3          |                 | -               | -               |                    | 3                  | 1                  |             | -           | -           | 35     | 4      |
| 2012                        | Toronto FC                  | MLS                         | 11         | 0          |                 | -               | -               | CCL                | 3                  | 2                  |             | -           | -           | 14     | 2      |
| Totale Toronto              | Totale Toronto              | Totale Toronto              | 11         | 0          |                 | -               | -               |                    | 3                  | 2                  |             | -           | -           | 14     | 2      |
| 2013                        | Chicago Fire                | MLS                         | 14         | 3          | USOC            | 1               | 0               | -                  | -                  | -                  |             | -           | -           | 15     | 3      |
| 2014                        | Chicago Fire                | MLS                         | 32         | 8          |                 | -               | -               |                    | -                  | -                  |             | -           | -           | 32     | 8      |
| 2015                        | Chicago Fire                | MLS                         | 14         | 0          | USOC            | 1               | 1               |                    | -                  | -                  |             | -           | -           | 15     | 1      |
| Totale Chicago Fire         | Totale Chicago Fire         | Totale Chicago Fire         | 60         | 11         |                 | 2               | 1               |                    | -                  | -                  |             | -           | -           | 62     | 12     |
| 2015                        | San Jose Earthquakes        | MLS                         | 17         | 6          |                 | -               | -               |                    | -                  | -                  |             | -           | -           | 17     | 6      |
| 2016                        | San Jose Earthquakes        | MLS                         | 23         | 3          |                 | -               | -               |                    | -                  | -                  |             | -           | -           | 23     | 3      |
| 2017                        | San Jose Earthquakes        | MLS                         | 10         | 0          |                 | -               | -               |                    | -                  | -                  |             | -           | -           | 10     | 0      |
| 2018 mar.-ago.              | San Jose Earthquakes        | MLS                         | 14         | 0          | USOC            | 1               | 0               |                    | -                  | -                  |             | -           | -           | 15     | 0      |
| Totale San Jose Earthquakes | Totale San Jose Earthquakes | Totale San Jose Earthquakes | 89         | 10         |                 | 1               | 0               |                    | -                  | -                  |             | -           | -           | 90     | 10     |
| 2018 ago.-dic.              | Montréal Impact             | MLS                         | 10         | 1          |                 | -               | -               |                    | -                  | -                  |             | -           | -           | 10     | 1      |
| 2019                        | D.C. United                 | MLS                         | 23         | 1          | USOC            | 1               | 0               |                    | -                  | -                  |             | -           | -           | 24     | 1      |
| 2020                        | Las Vegas Lights            | USLC                        | 6          | 0          |                 | -               | -               |                    | -                  | -                  |             | -           | -           | 6      | 0      |
| 2021                        | Oakland Roots               | USLC                        | 16         | 2          |                 | -               | -               |                    | -                  | -                  |             | -           | -           | 16     | 2      |
| Totale carriera             | Totale carriera             | Totale carriera             | 242        | 28         |                 | 4               | 1               |                    | 6                  | 3                  |             | -           | -           | 252    | 32     |

## Palmarès

### Club

#### Competizioni nazionali
- Campionato MLS: 1

Colorado Rapids: 2010